# Ana: Prepovedana ljubezen
Ana: Prepovedana ljubezen je mladinski roman slovenskega pisatelja Silvestra Vogrinca. Knjiga je izšla leta 2019 (COBISS). Vsebuje roman, scenarij za film in spremno besedo dr.  Aksinje Kermauner, predsednice Društva slovenskih pisateljev (2018 - 2019).

## Snov in motiv
V romanu so izpostavljeni trije motivi. Prvi je tematika romantične ljubezni, ko v adolescenci mladostnik vse doživlja bolj intenzivno, saj si oblikuje predstave o življenju, najstniška ljubezen pa je pomembno gibalo in osrednji del miselnega sveta v tem obdobju odraščanja. Drugi motiv je sodobna vloga učitelja, ki se je korenito spremenila od Kersnikovih časov Jare gospode, Ciklamna, Agitatorja, ko je bil učitelj nosilec liberalnih in narodno prebujenih idej, preko Cankarjevega idealista Martina Kačurja do danes, ko se pedagoški delavci soočajo s sodobnimi izzivi izobraževanja, novimi metodami poučevanja in nizkimi plačami. Tretji motiv je t.i. "medijski linč," ko se mediji podijo za senzacionalističnimi novicami, ali jih sami ustvarijo, redko kdo pa se vpraša, koliko nedolžnih življenj je pri tem uničenih.

## Vsebina
Na gimnazijo pride novi učitelj, Brane Tratnik, ki med dijakinjami povzroči val zaljubljenosti. Najbolj se nad njim navdušita Ana Krajnc in Sara Mlakar. Tratnik, profesor slovenščine, z dijaki pripravlja dramsko izvedbo Ane Karenine. Glavno vlogo prevzame Ana Krajnc. Meja med igro in resničnostjo, v katero sta vpeta tudi Anin fant Matej in njena najboljša prijateljica Sara, so kmalu zabrisane. Vrhunec zapleta se zgodi na šolskem izletu v Benetkah, nakar gredo stvari samo še navzdol. Učitelj je v suspenzu ter postane tarča "lova na čarovnice," Ana izgine neznano kam. "Prepovedana ljubezen" med dijakinjo in učiteljem postane medijska senzacija. Toda kaj se je v resnici zgodilo med njima? Razkritje Aninega dnevnika vrže novo luč na dogodek. Kljub temu sta za dognanje resnice odločilna dva iztrgana lista. Ali se bosta našla? In kje se nahaja Ana Krajnc, slovenska Ana Karenina, kot so jo poimenovali mediji?